# 虎屋永閑
虎屋 永閑（とらや えいかん、生没年不詳）は、江戸時代前期に活躍した浄瑠璃太夫である。前名は虎屋小源太夫（小源太とも）。永閑節を創始した事で知られている。

## 経歴・人物
江戸の生まれ。虎屋源太夫の門人となり、浄瑠璃を学んで小源太夫という芸名をもらう。後の1669年（寛文9年）頃に永閑と改名する。その後伊勢大掾（伊勢島宮内）が創設した伊勢座に所属し、堺町でからくり人形を取り入れた作品を江戸の庶民に上演していた。
1682年（天和2年）頃からは独立し、自ら「永閑座」を創設したり、作品に豪放で新しい曲風を取り入れたりする等を江戸の浄瑠璃の活性化に貢献した。この曲風は後に「永閑節」と呼ばれるようになった。元禄の頃には江戸で活躍していた初代土佐少掾（橘正勝）や桜井丹波少掾と共に江戸の浄瑠璃一座の一員となる等、一躍名を馳せた。晩年には宴席で浄瑠璃を語るという「座敷浄瑠璃」を行った事もみられている。

## 主な弟子
- 虎屋喜元

## 主な作品

### 代表的な作品
- 『仙人龍王威勢諍』- 正本。

### その他の作品
- 『和国美人歌諍』
- 『柿本人丸』
- 『こうきでん』